# Муравьёво (Дмитровский городской округ)
Муравьёво — деревня в Дмитровском районе Московской области, в составе городского поселения Дмитров. Население — 69 чел. (2010). До 2006 года Муравьево входило в состав Настасьинского сельского округа.

## География
Деревня расположена в центральной части района, примерно в 5 км западнее Дмитрова, на правом берегу безымянного ручья, левого притока Яхромы, высота центра над уровнем моря 122 м. Ближайшие населённые пункты — Настасьино на другом берегу ручья, Малые Дубровки на севере, Ревякино на юге и Маринино на юго-западе.

## Население
| 2002 | 2006 | 2010 |
| ---- | ---- | ---- |
| 56   | ↘52  | ↗69  |